# Wartburgs voetbalkampioenschap 1930/31
In 1930/31 werd het elfde Wartburgs voetbalkampioenschap gespeeld, dat georganiseerd werd door de Midden-Duitse voetbalbond. Preußen Langensalza werd kampioen en plaatste zich zo voor de Midden-Duitse eindronde. De club versloeg VfL Olympia 08 Duderstadt, SC 1911 Stadtilm, FV Fortuna 1911 Magdeburg en 1. SV Jena 03 en plaatste zich zo voor de finale tegen Dresdner SC met 6:0.

## Gauliga
| Plaats | Club                        | Wed. | W  | G | V  | Saldo | Ptn.  |
| ------ | --------------------------- | ---- | -- | - | -- | ----- | ----- |
| 1.     | FC Preußen 1909 Langensalza | 18   | 15 | 0 | 3  | 87:22 | 30:6  |
| 2.     | SC Borussia Eisenach        | 18   | 11 | 2 | 5  | 36:28 | 24:12 |
| 3.     | VfB 1909 Mühlhausen         | 18   | 9  | 3 | 6  | 26:28 | 21:15 |
| 4.     | SV 1901 Gotha               | 18   | 8  | 3 | 7  | 36:31 | 19:17 |
| 5.     | SV 1899 Mühlhausen          | 18   | 7  | 4 | 7  | 33:24 | 18:18 |
| 6.     | SSV 07 Schlotheim           | 18   | 6  | 4 | 8  | 31:40 | 16:20 |
| 7.     | FC Wacker 1907 Gotha        | 18   | 5  | 3 | 10 | 34:54 | 13:23 |
| 8.     | SpVgg 1909 Eisenach         | 18   | 5  | 1 | 12 | 33:34 | 11:25 |
| 9.     | BSC Ruhla 08                | 18   | 6  | 2 | 10 | 29:65 | 14:22 |
| 10.    | FC Meteor Waltershausen     | 18   | 5  | 4 | 9  | 29:48 | 14:22 |

|  | Kampioen, geplaatst voor Midden-Duitse eindronde |
|  | Degradatie                                       |